# Gamut
De gamut of kleurengamma van een apparaat is de verzameling kleuren, de kleurruimte die door dat apparaat kunnen worden weergegeven. Tint en kleur zijn niet precies hetzelfde, de tint vormt in combinatie met de verzadiging en de intensiteit de kleur.
De gamut kan op een computer met een kleurenkiezer worden weergegeven. Dat gebeurt meestal in een vlak met voorbeeldkleuren met als assen de tint of hue en verzadiging of saturation. De intensiteit of value, speelt op beeldschermen en met printers een ondergeschikte rol, omdat die bij beeldschermen ervan afhankelijk is hoe de helderheid is ingesteld en bij printers door de hoeveelheid inkt die er op de afdruk komt.
De gamut kan ook met meer parameters worden voorgesteld. Dat gaat afhankelijk van het apparaat waarmee de kleuren worden afgebeeld. Dat gebeurt op beeldschermen door subtractieve kleurmenging en bij kleurenprinters met additieve kleurmenging. Een voorbeeld van een kleurruimte met subtractieve kleurmenging is CMYK en met additieve kleurmenging het RGB-kleursysteem.
Om een gamut volledig weer te geven zijn behalve de tint ook de verzadiging en de intensiteit nodig. Die combinatie bepaalt wat de lichtgevoelige cellen, voor kleur de kegeltjes in het menselijke oog waarnemen. 
Een ander gebruik van het begrip heeft betrekking op afbeeldingen: de gamut is dan de verzameling van alle kleuren die de afbeelding bevat. Bij het digitaliseren of afdrukken van een afbeelding verandert de gamut ervan meestal, wat het verlies van bepaalde kleuren betekent.